# Subkowy (gromada)
Subkowy – dawna gromada, czyli najmniejsza jednostka podziału terytorialnego Polskiej Rzeczypospolitej Ludowej w latach 1954–1972.
Gromady, z gromadzkimi radami narodowymi (GRN) jako organami władzy najniższego stopnia na wsi, funkcjonowały od reformy reorganizującej administrację wiejską przeprowadzonej jesienią 1954 do momentu ich zniesienia z dniem 1 stycznia 1973, tym samym wypierając organizację gminną w latach 1954–1972.
Gromadę Subkowy z siedzibą GRN w Subkowach utworzono – jako jedną z 8759 gromad na obszarze Polski – w powiecie tczewskim w woj. gdańskim na mocy uchwały nr 25/III/54 WRN w Gdańsku z dnia 5 października 1954. W skład jednostki weszły obszary dotychczasowych gromad Subkowy, Brzuśce i Radostowo (bez parcel kat. 14–18, karta mapy 5 obrębu Radostowo), ponadto miejscowość Narkowy z dotychczasowej gromady Czarlin, obszar parcel kat. o Nr Nr od 1 do 9 (karta mapy 1 obrębu Gorzędziej) z dotychczasowej gromady Gorzędziej oraz obszar parcel kat. o Nr Nr od 1 do 22 (karta mapy 2 obrębu Mały Garc) z dotychczasowej gromady Wielka Słońca, ze zniesionej gminy Subkowy w tymże powiecie. Dla gromady ustalono 26 członków gromadzkiej rady narodowej.
Na mocy uchwały Nr 9/XI/56 WRN w Gdańsku z 16 maja 1956, zatwierdzonej uchwałą Nr 559/56 Rady Ministrów z 11 września 1956, do gromady Subkowy włączono obszar parcel kat. Nr Nr 14, 15, 17-28 i 32/16 (karta mapy Nr 5, obręb kat. Radostowo) z gromady Rajkowy w tymże powiecie.
1 stycznia 1960 do gromady Subkowy  włączono obszar zniesionej gromady Mała Słońca w tymże powiecie.
1 stycznia 1972 do gromady Subkowy włączono miejscowość Waćmierz ze zniesionej gromady Swarożyn w tymże powiecie.
Gromada przetrwała do końca 1972 roku, czyli do kolejnej reformy gminnej. 1 stycznia 1973 w powiecie tczewskim w woj. gdańskim reaktywowano zniesioną w 1954 roku gminę Subkowy (od 1999 w woj. pomorskim).